# Берекіу (Біхор)
Берекіу (рум. Berechiu) — село у повіті Біхор в Румунії. Входить до складу комуни Синніколау-Ромин.
Село розташоване на відстані 439 км на північний захід від Бухареста, 19 км на південний захід від Ораді, 143 км на захід від Клуж-Напоки, 137 км на північ від Тімішоари.

## Населення
За даними перепису населення 2002 року у селі проживали 362 особи. Рідною мовою 360 осіб (99,4%) назвали румунську.
Національний склад населення села:
| Національність | Кількість осіб | Відсоток |
| -------------- | -------------- | -------- |
| румуни         | 325            | 89,8%    |
| цигани         | 34             | 9,4%     |